# Jordan Thompson
Jordan Thompson (n. 20 aprilie 1994, Sydney, Noul Wales de Sud, Australia) este un jucător australian de tenis profesionist. Cea mai bună clasare a sa la simplu este locul 30 mondial, în august 2024, iar la dublu locul 13 mondial, tot în august 2024. A debutat în turneul de Grand Slam la Australian Open 2014. Alături de compatriotul Max Purcell a câștigat US Open 2024. A câștigat un titlu la simplu și șapte titluri la dublu pe circuitul ATP.